# Johannes Althusius

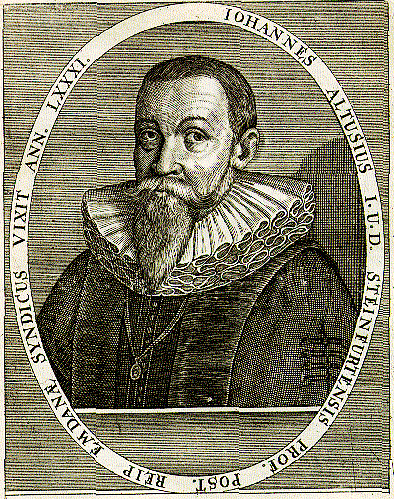
Johannes Althusius (door Jean-Jacques Boissard)

Johannes Althusius, gelatiniseerde naam van Johannes Althaus, (Diedenshausen, 1563 – 
Emden, 12 augustus 1638) was een Duitse calvinist, vermaard om zijn staatkundige opvattingen in Politica methodice digesta, atque exemplis sacris et profanis illustrata (1603).

## Levensbeschrijving
Althusius werd geboren in het Westfaalse Diedenshausen, waar zijn vader Hans Althaus een bemiddelde wolhandelaar en molenaar was. Althusius' voorbereidende onderricht volgde hij aan het Gymnasium Philippinum in Marburg. Vanaf 1581 volgde hij universitair onderwijs, aanvankelijk in Keulen, maar later in Parijs, Bazel en Genève. Met De arte Jurisprudentiae Romanae methodice digestae libri II (Bazel, 1586) werd hij de eerste rechtswetenschapper van de op aandringen van Willem van Oranje in 1584 opgerichte Nassause academie in Herborn. Tot dan toe had die uitsluitend theologische publicaties naar buiten gebracht. In 1588 werd hij hoogleraar aldaar. Van 1592 tot eind 1596 was hij hoogleraar rechten in Steinfurt. Teruggekeerd in Herborn huwde Althusius de jonge weduwe Margarethe Naurath, met wie hij zes kinderen kreeg.
In Herborn zou Althusius ook zijn Politica methodice digesta, atque exemplis sacris et profanis illustrata (1603) ("de politiek methodisch ontleed en verluchtigd met Bijbelse en wereldse voorbeelden") schrijven en uitgeven, waarmee hij zijn naam als politiek-theoreticus zou vestigen. Hernieuwde uitgaven verschenen in 1610 and 1614. De kwaliteiten ervan werden meteen herkend door de Europese geletterden. Tot op heden wordt dit werk beschouwd als het meest uitvoerige en stelselmatige verweerschrift van de Nederlandse Opstand en beschrijving van staatskunde dat calvinisten wereldwijd te berde hebben gebracht.
Op persoonlijk vlak leverde het Althusius in 1603 de positie op van syndicus in de raad van Emden, het "Genève van het Noorden". Hier zou hij de rest van zijn leven pogen zijn politieke ideeën in de praktijk te brengen en Emden tot een calvinistische modelrepubliek om te vormen. Dit ideaal had een paar decennia daarvoor een grote deuk opgelopen met de mislukking van de Gentse Republiek.

## Althusius'Politica
Althusius maakte zich in zijn Politica sterk voor een confederale staat en week af van zijn tijd door voorstander te zijn van volkssoevereiniteit en het verzetsrecht van burgers. De uitsluitende bewaker en uitoefenaar van deze rechten dienden zijns inziens de lagere overheden te zijn.
Ieder politiek lichaam c.q. ieder politiek niveau kende zijns inziens twee machten, namelijk telkens één besturende magistraat en één controlerende raad. Pas als de magistraat faalde in de uitoefening van zijn bestuurstaken, kon de raad ingrijpen. Net als Calvijn en de schrijver van de Vindiciæ contra tyrannos, noemde Althusius de raadslieden en volksvertegenwoordigers van een koningrijk ephores naar een  antiek-Spartaans voorbeeld.  Absoluut koningschap stond een dergelijke  constitutionalistische zienswijze niet toe. Althusius was zich bewust dat hij hiermee ernstig van mening verschilde met Jean Bodin die vond dat soevereiniteit de opperste staatkundige rechtsmacht was, die zelfs boven en buiten de wet kon opereren en nooit vacant kon zijn. Maar een goede prins past een goede wet niet alleen op zijn onderdanen maar ook op zichzelf toe, aldus Althusius.
Deze redeneringen zouden diepgaand hun invloed laten gelden onder calvinisten in de Nederlanden, Schotland en het Heilige Duitse Rijk en later bij de "founding fathers" van de Verenigde Staten van Amerika. Ook het principe van de soevereiniteit in eigen kring van de negentiende-eeuwse Nederlandse gereformeerde staatsman Abraham Kuyper kan als een representatie van Althusius' gedachtegoed gezien worden.

## Nieuwste invloed in Nederland
In 1954 werd in Nederland de Stichting Johannes Althusius opgericht, een rechtse, orthodox-protestantse politieke groepering die zich keerde tegen de nieuwe linksere koers van de Anti-Revolutionaire Partij en de Christelijk Historische Unie. Deze stichting heeft tot 1983 bestaan. Het conservatieve genootschap Bitter Lemon had een studiekring Johannes Althusius in het leven geroepen, die het werk Politica methodice digesta bestudeerde.
De term 'consociatio' die Althusius voor maatschappelijke groepen gebruikt, is door de politicoloog Arend Lijphart gehanteerd voor de beschrijving van stabiele democratieën in gesegmenteerde samenlevingen: het consociationalisme of pacificatiepolitiek.